# Etapa Departamental de Arequipa 2015
La Etapa Departamental de Arequipa 2015 fue la edición número 49 de la competición futbolística Arequipeña. 
El torneo otorga al cuadro campeón y subcampeón cupos para Copa Perú en su Etapa Nacional - Primera Fase.

## Participantes
Los participantes son el campeón y subcampeón de siete de las ocho Provincias de Arequipa (Exceptuando a La Liga Provincial de la Unión que ya no está vigente).
- Arequipa: Sportivo Huracán y Saetas de Oro fueron los ganadores del cuadrangular final jugado en Arequipa.
- Camaná: Unión Huarangal derrotó a Defensor Lima en penales logrando el campeonato, mientras que Deportivo Estrella clasificó como Subcampeón a la Etapa Departamental por sorteo.
- Caravelí: Juventud San Pedro derrotó a FBC Yauca en la final jugada en Chala.
- Castilla: Social Corire derrotó por penales a Sport Perú en la final jugada en Corire.
- Caylloma: Deportivo La Colina derrotó por cuatro goles a cero a Social Tigre en la final jugada en Chivay.
- Condesuyos: Atlanta Carmen Alto derrotó por un gol a cero a CSD San Juan de Chorunga en la final jugada en Chuquibamba.
- Islay: Atlético Mollendo y los Amigos de Matarani fueron los ganadores del cuadrangular final jugado en Matarani.

Cada liga Provincial tiene su propio sistema de definición distinto al resto.
| Provincia  | Distrito      | Club                     | Condición             | Estadio                                  | Director Técnico  |
| ---------- | ------------- | ------------------------ | --------------------- | ---------------------------------------- | ----------------- |
| Arequipa   | Arequipa      | Sportivo Huracán         | Campeón Provincial    | Mariano Melgar                           | Raúl Obando       |
| Arequipa   | La Joya       | Saetas de Oro            | Subcampeón Provincial | Municipal de La Joya                     | Hélard Delgado    |
| Camaná     | Samuel Pastor | Unión Huarangal          | Campeón Provincial    | 9 de Noviembre                           | Christian Zúñiga  |
| Camaná     | Camaná        | Deportivo Estrella       | Subcampeón Provincial | 9 de Noviembre                           | Antonio Faijo     |
| Caravelí   | Atico         | Juventud San Pedro       | Campeón Provincial    | Municipal de Atico                       | Alex Soco         |
| Caravelí   | Yauca         | FBC Yauca                | Subcampeón Provincial | Municipal de Yauca                       | Miguel Cadenas    |
| Castilla   | Uraca         | Social Corire            | Campeón Provincial    | José Ricketts                            | Zenón Cruz        |
| Castilla   | Aplao         | Sport Perú               | Subcampeón Provincial | Luis Perochena Tassara                   |                   |
| Caylloma   | Majes         | Deportivo La Colina      | Campeón Provincial    | Almirante Miguel Grau                    | Luis Flores       |
| Caylloma   | Yanque        | Social Tigre             | Subcampeón Provincial | Municipal de Yanque                      | Isidro Molleapaza |
| Condesuyos | Chuquibamba   | Atlanta Carmen Alto      | Campeón Provincial    | Los Estudiantes                          |                   |
| Condesuyos | Río Grande    | CSD San Juan de Chorunga | Subcampeón Provincial | Municipal del Anexo San Juan de Chorunga | Alberto Carrillo  |
| Islay      | Mollendo      | Atlético Mollendo        | Campeón Provincial    | Complejo Deportivo César Vallejo         | Giovanni Delgado  |
| Islay      | Islay         | Los Amigos de Matarani   | Subcampeón Provincial | Juan Teodoro Medina                      | Elmer Campos      |
| La Unión   | ---           | Sin Participantes        | ---                   | ---                                      | ---               |

| FBC Yauca Juventud San Pedro Atlético Mollendo Los Amigos Social Corire Sport Perú Atlanta Carmen Alto CSD San Juan de Chorunga Sportivo Huracán Deportivo La Colina Social Tigre Deportivo Estrella Saetas de Oro Unión Huarangal |

## Primera Fase
Llaves eliminatorias de partidos de ida y vuelta, no se toma en cuenta la diferencia de gol. En caso de empate de puntaje se realizará un partido extra en una sede neutral. Así mismo pasa el mejor segundo de la serie Caylloma-Caravelí-Condesuyos.

### Serie Arequipa-Islay
| Sportivo Huracán vs Los Amigos de Matarani | Sportivo Huracán vs Los Amigos de Matarani | Sportivo Huracán vs Los Amigos de Matarani | Sportivo Huracán vs Los Amigos de Matarani | Sportivo Huracán vs Los Amigos de Matarani | Sportivo Huracán vs Los Amigos de Matarani | Sportivo Huracán vs Los Amigos de Matarani | Sportivo Huracán vs Los Amigos de Matarani | Sportivo Huracán vs Los Amigos de Matarani | Sportivo Huracán vs Los Amigos de Matarani | Sportivo Huracán vs Los Amigos de Matarani | Sportivo Huracán vs Los Amigos de Matarani |     |     |     |     |     |     |     |     |     |     |     |     |     |     |     |     |     |     |     |     |     |     |     |     |     |     |     |     |
| Local                                      | Resultado                                  | Visitante                                  | Estadio                                    | Lugar                                      | Fecha                                      | Hora                                       |                                            |                                            |                                            |                                            |                                            |     |     |     |     |     |     |     |     |     |     |     |     |     |     |     |     |     |     |     |     |     |     |     |     |     |     |     |     |
| Ida                                        | Ida                                        | Ida                                        | Ida                                        | Ida                                        | Ida                                        | Ida                                        | Ida                                        | Ida                                        | Ida                                        | Ida                                        | Ida                                        | Ida | Ida | Ida | Ida | Ida | Ida | Ida | Ida | Ida | Ida | Ida | Ida | Ida | Ida | Ida | Ida | Ida | Ida | Ida | Ida | Ida | Ida | Ida | Ida | Ida | Ida | Ida | Ida |
| ------------------------------------------ | ------------------------------------------ | ------------------------------------------ | ------------------------------------------ | ------------------------------------------ | ------------------------------------------ | ------------------------------------------ | ------------------------------------------ | ------------------------------------------ | ------------------------------------------ | ------------------------------------------ | ------------------------------------------ | --- | --- | --- | --- | --- | --- | --- | --- | --- | --- | --- | --- | --- | --- | --- | --- | --- | --- | --- | --- | --- | --- | --- | --- | --- | --- | --- | --- |
| Los Amigos de Matarani                     | 0 - 1                                      | Sportivo Huracán                           | Juan Teodoro Medina                        | Matarani                                   | 26 de julio                                | 15:00                                      |                                            |                                            |                                            |                                            |                                            |     |     |     |     |     |     |     |     |     |     |     |     |     |     |     |     |     |     |     |     |     |     |     |     |     |     |     |     |
| Vuelta                                     |                                            |                                            |                                            |                                            |                                            |                                            |                                            |                                            |                                            |                                            |                                            |     |     |     |     |     |     |     |     |     |     |     |     |     |     |     |     |     |     |     |     |     |     |     |     |     |     |     |     |
| Sportivo Huracán                           | 15 - 0                                     | Los Amigos de Matarani                     | Mariano Melgar                             | Arequipa                                   | 29 de julio                                | 15:30                                      |                                            |                                            |                                            |                                            |                                            |     |     |     |     |     |     |     |     |     |     |     |     |     |     |     |     |     |     |     |     |     |     |     |     |     |     |     |     |
| Clasifica: Sportivo Huracán                |                                            |                                            |                                            |                                            |                                            |                                            |                                            |                                            |                                            |                                            |                                            |     |     |     |     |     |     |     |     |     |     |     |     |     |     |     |     |     |     |     |     |     |     |     |     |     |     |     |     |

| Atlético Mollendo vs Saetas de Oro | Atlético Mollendo vs Saetas de Oro | Atlético Mollendo vs Saetas de Oro | Atlético Mollendo vs Saetas de Oro | Atlético Mollendo vs Saetas de Oro | Atlético Mollendo vs Saetas de Oro | Atlético Mollendo vs Saetas de Oro | Atlético Mollendo vs Saetas de Oro | Atlético Mollendo vs Saetas de Oro | Atlético Mollendo vs Saetas de Oro | Atlético Mollendo vs Saetas de Oro | Atlético Mollendo vs Saetas de Oro |     |     |     |     |     |     |     |     |     |     |     |     |     |     |     |     |     |     |     |     |     |     |     |     |     |     |     |     |
| Local                              | Resultado                          | Visitante                          | Estadio                            | Lugar                              | Fecha                              | Hora                               |                                    |                                    |                                    |                                    |                                    |     |     |     |     |     |     |     |     |     |     |     |     |     |     |     |     |     |     |     |     |     |     |     |     |     |     |     |     |
| Ida                                | Ida                                | Ida                                | Ida                                | Ida                                | Ida                                | Ida                                | Ida                                | Ida                                | Ida                                | Ida                                | Ida                                | Ida | Ida | Ida | Ida | Ida | Ida | Ida | Ida | Ida | Ida | Ida | Ida | Ida | Ida | Ida | Ida | Ida | Ida | Ida | Ida | Ida | Ida | Ida | Ida | Ida | Ida | Ida | Ida |
| ---------------------------------- | ---------------------------------- | ---------------------------------- | ---------------------------------- | ---------------------------------- | ---------------------------------- | ---------------------------------- | ---------------------------------- | ---------------------------------- | ---------------------------------- | ---------------------------------- | ---------------------------------- | --- | --- | --- | --- | --- | --- | --- | --- | --- | --- | --- | --- | --- | --- | --- | --- | --- | --- | --- | --- | --- | --- | --- | --- | --- | --- | --- | --- |
| Saetas de Oro                      | 1 - 1                              | Atlético Mollendo                  | Municipal de La Joya               | La Joya                            | 26 de julio                        | 15:30                              |                                    |                                    |                                    |                                    |                                    |     |     |     |     |     |     |     |     |     |     |     |     |     |     |     |     |     |     |     |     |     |     |     |     |     |     |     |     |
| Vuelta                             |                                    |                                    |                                    |                                    |                                    |                                    |                                    |                                    |                                    |                                    |                                    |     |     |     |     |     |     |     |     |     |     |     |     |     |     |     |     |     |     |     |     |     |     |     |     |     |     |     |     |
| Atlético Mollendo                  | 2 - 2                              | Saetas de Oro                      | Complejo César Vallejo             | Mollendo                           | 29 de julio                        | 15:00                              |                                    |                                    |                                    |                                    |                                    |     |     |     |     |     |     |     |     |     |     |     |     |     |     |     |     |     |     |     |     |     |     |     |     |     |     |     |     |
| Definición                         |                                    |                                    |                                    |                                    |                                    |                                    |                                    |                                    |                                    |                                    |                                    |     |     |     |     |     |     |     |     |     |     |     |     |     |     |     |     |     |     |     |     |     |     |     |     |     |     |     |     |
| Saetas de Oro                      | 2(3) - 2(5)                        | Atlético Mollendo                  | Almirante Miguel Grau              | El Pedregal                        | 2 de agosto                        | 15:00                              |                                    |                                    |                                    |                                    |                                    |     |     |     |     |     |     |     |     |     |     |     |     |     |     |     |     |     |     |     |     |     |     |     |     |     |     |     |     |
| Clasifica: Atlético Mollendo       |                                    |                                    |                                    |                                    |                                    |                                    |                                    |                                    |                                    |                                    |                                    |     |     |     |     |     |     |     |     |     |     |     |     |     |     |     |     |     |     |     |     |     |     |     |     |     |     |     |     |

### Serie Camaná-Caravelí
| Juventud San Pedro vs Deportivo Estrella | Juventud San Pedro vs Deportivo Estrella | Juventud San Pedro vs Deportivo Estrella | Juventud San Pedro vs Deportivo Estrella | Juventud San Pedro vs Deportivo Estrella | Juventud San Pedro vs Deportivo Estrella | Juventud San Pedro vs Deportivo Estrella | Juventud San Pedro vs Deportivo Estrella | Juventud San Pedro vs Deportivo Estrella | Juventud San Pedro vs Deportivo Estrella | Juventud San Pedro vs Deportivo Estrella | Juventud San Pedro vs Deportivo Estrella |     |     |     |     |     |     |     |     |     |     |     |     |     |     |     |     |     |     |     |     |     |     |     |     |     |     |     |     |
| Local                                    | Resultado                                | Visitante                                | Estadio                                  | Lugar                                    | Fecha                                    | Hora                                     |                                          |                                          |                                          |                                          |                                          |     |     |     |     |     |     |     |     |     |     |     |     |     |     |     |     |     |     |     |     |     |     |     |     |     |     |     |     |
| Ida                                      | Ida                                      | Ida                                      | Ida                                      | Ida                                      | Ida                                      | Ida                                      | Ida                                      | Ida                                      | Ida                                      | Ida                                      | Ida                                      | Ida | Ida | Ida | Ida | Ida | Ida | Ida | Ida | Ida | Ida | Ida | Ida | Ida | Ida | Ida | Ida | Ida | Ida | Ida | Ida | Ida | Ida | Ida | Ida | Ida | Ida | Ida | Ida |
| ---------------------------------------- | ---------------------------------------- | ---------------------------------------- | ---------------------------------------- | ---------------------------------------- | ---------------------------------------- | ---------------------------------------- | ---------------------------------------- | ---------------------------------------- | ---------------------------------------- | ---------------------------------------- | ---------------------------------------- | --- | --- | --- | --- | --- | --- | --- | --- | --- | --- | --- | --- | --- | --- | --- | --- | --- | --- | --- | --- | --- | --- | --- | --- | --- | --- | --- | --- |
| Juventud San Pedro                       | 1 - 1                                    | Deportivo Estrella                       | Municipal de Atico                       | Atico                                    | 26 de julio                              | 15:30                                    |                                          |                                          |                                          |                                          |                                          |     |     |     |     |     |     |     |     |     |     |     |     |     |     |     |     |     |     |     |     |     |     |     |     |     |     |     |     |
| Vuelta                                   |                                          |                                          |                                          |                                          |                                          |                                          |                                          |                                          |                                          |                                          |                                          |     |     |     |     |     |     |     |     |     |     |     |     |     |     |     |     |     |     |     |     |     |     |     |     |     |     |     |     |
| Deportivo Estrella                       | 1 - 0                                    | Juventud San Pedro                       | 9 de Noviembre                           | Camaná                                   | 29 de julio                              | 15:30                                    |                                          |                                          |                                          |                                          |                                          |     |     |     |     |     |     |     |     |     |     |     |     |     |     |     |     |     |     |     |     |     |     |     |     |     |     |     |     |
| Clasifica: Deportivo Estrella            |                                          |                                          |                                          |                                          |                                          |                                          |                                          |                                          |                                          |                                          |                                          |     |     |     |     |     |     |     |     |     |     |     |     |     |     |     |     |     |     |     |     |     |     |     |     |     |     |     |     |

| Unión Huarangal vs FBC Yauca | Unión Huarangal vs FBC Yauca | Unión Huarangal vs FBC Yauca | Unión Huarangal vs FBC Yauca | Unión Huarangal vs FBC Yauca | Unión Huarangal vs FBC Yauca | Unión Huarangal vs FBC Yauca | Unión Huarangal vs FBC Yauca | Unión Huarangal vs FBC Yauca | Unión Huarangal vs FBC Yauca | Unión Huarangal vs FBC Yauca | Unión Huarangal vs FBC Yauca |     |     |     |     |     |     |     |     |     |     |     |     |     |     |     |     |     |     |     |     |     |     |     |     |     |     |     |     |
| Local                        | Resultado                    | Visitante                    | Estadio                      | Lugar                        | Fecha                        | Hora                         |                              |                              |                              |                              |                              |     |     |     |     |     |     |     |     |     |     |     |     |     |     |     |     |     |     |     |     |     |     |     |     |     |     |     |     |
| Ida                          | Ida                          | Ida                          | Ida                          | Ida                          | Ida                          | Ida                          | Ida                          | Ida                          | Ida                          | Ida                          | Ida                          | Ida | Ida | Ida | Ida | Ida | Ida | Ida | Ida | Ida | Ida | Ida | Ida | Ida | Ida | Ida | Ida | Ida | Ida | Ida | Ida | Ida | Ida | Ida | Ida | Ida | Ida | Ida | Ida |
| ---------------------------- | ---------------------------- | ---------------------------- | ---------------------------- | ---------------------------- | ---------------------------- | ---------------------------- | ---------------------------- | ---------------------------- | ---------------------------- | ---------------------------- | ---------------------------- | --- | --- | --- | --- | --- | --- | --- | --- | --- | --- | --- | --- | --- | --- | --- | --- | --- | --- | --- | --- | --- | --- | --- | --- | --- | --- | --- | --- |
| Unión Huarangal              | 2 - 1                        | FBC Yauca                    | 9 de Noviembre               | Camaná                       | 26 de julio                  | 15:30                        |                              |                              |                              |                              |                              |     |     |     |     |     |     |     |     |     |     |     |     |     |     |     |     |     |     |     |     |     |     |     |     |     |     |     |     |
| Vuelta                       |                              |                              |                              |                              |                              |                              |                              |                              |                              |                              |                              |     |     |     |     |     |     |     |     |     |     |     |     |     |     |     |     |     |     |     |     |     |     |     |     |     |     |     |     |
| FBC Yauca                    | 2 - 0                        | Unión Huarangal              | Municipal de Yauca           | Yauca                        | 29 de julio                  | 15:30                        |                              |                              |                              |                              |                              |     |     |     |     |     |     |     |     |     |     |     |     |     |     |     |     |     |     |     |     |     |     |     |     |     |     |     |     |
| Definitorio                  |                              |                              |                              |                              |                              |                              |                              |                              |                              |                              |                              |     |     |     |     |     |     |     |     |     |     |     |     |     |     |     |     |     |     |     |     |     |     |     |     |     |     |     |     |
| Unión Huarangal              | 0(3) - 0(4)                  | FBC Yauca                    | 9 de Noviembre               | Camaná                       | 2 de agosto                  | 15:00                        |                              |                              |                              |                              |                              |     |     |     |     |     |     |     |     |     |     |     |     |     |     |     |     |     |     |     |     |     |     |     |     |     |     |     |     |
| Clasifica: FBC Yauca         |                              |                              |                              |                              |                              |                              |                              |                              |                              |                              |                              |     |     |     |     |     |     |     |     |     |     |     |     |     |     |     |     |     |     |     |     |     |     |     |     |     |     |     |     |

### Serie Caylloma-Condesuyos-Castilla
| Deportivo La Colina vs Sport Perú | Deportivo La Colina vs Sport Perú | Deportivo La Colina vs Sport Perú | Deportivo La Colina vs Sport Perú | Deportivo La Colina vs Sport Perú | Deportivo La Colina vs Sport Perú | Deportivo La Colina vs Sport Perú | Deportivo La Colina vs Sport Perú | Deportivo La Colina vs Sport Perú | Deportivo La Colina vs Sport Perú | Deportivo La Colina vs Sport Perú | Deportivo La Colina vs Sport Perú |     |     |     |     |     |     |     |     |     |     |     |     |     |     |     |     |     |     |     |     |     |     |     |     |     |     |     |     |
| Local                             | Resultado                         | Visitante                         | Estadio                           | Lugar                             | Fecha                             | Hora                              |                                   |                                   |                                   |                                   |                                   |     |     |     |     |     |     |     |     |     |     |     |     |     |     |     |     |     |     |     |     |     |     |     |     |     |     |     |     |
| Ida                               | Ida                               | Ida                               | Ida                               | Ida                               | Ida                               | Ida                               | Ida                               | Ida                               | Ida                               | Ida                               | Ida                               | Ida | Ida | Ida | Ida | Ida | Ida | Ida | Ida | Ida | Ida | Ida | Ida | Ida | Ida | Ida | Ida | Ida | Ida | Ida | Ida | Ida | Ida | Ida | Ida | Ida | Ida | Ida | Ida |
| --------------------------------- | --------------------------------- | --------------------------------- | --------------------------------- | --------------------------------- | --------------------------------- | --------------------------------- | --------------------------------- | --------------------------------- | --------------------------------- | --------------------------------- | --------------------------------- | --- | --- | --- | --- | --- | --- | --- | --- | --- | --- | --- | --- | --- | --- | --- | --- | --- | --- | --- | --- | --- | --- | --- | --- | --- | --- | --- | --- |
| Deportivo La Colina               | 7 - 0                             | Sport Perú                        | Almirante Miguel Grau             | El Pedregal                       | 26 de julio                       | 15:30                             |                                   |                                   |                                   |                                   |                                   |     |     |     |     |     |     |     |     |     |     |     |     |     |     |     |     |     |     |     |     |     |     |     |     |     |     |     |     |
| Vuelta                            |                                   |                                   |                                   |                                   |                                   |                                   |                                   |                                   |                                   |                                   |                                   |     |     |     |     |     |     |     |     |     |     |     |     |     |     |     |     |     |     |     |     |     |     |     |     |     |     |     |     |
| Sport Perú                        | 1 - 6                             | Deportivo La Colina               | Luis Perochena Tassara            | Aplao                             | 29 de julio                       | 15:30                             |                                   |                                   |                                   |                                   |                                   |     |     |     |     |     |     |     |     |     |     |     |     |     |     |     |     |     |     |     |     |     |     |     |     |     |     |     |     |
| Clasifica: Deportivo La Colina    |                                   |                                   |                                   |                                   |                                   |                                   |                                   |                                   |                                   |                                   |                                   |     |     |     |     |     |     |     |     |     |     |     |     |     |     |     |     |     |     |     |     |     |     |     |     |     |     |     |     |

| Social Corire vs CSD San Juan de Chorunga            | Social Corire vs CSD San Juan de Chorunga | Social Corire vs CSD San Juan de Chorunga | Social Corire vs CSD San Juan de Chorunga | Social Corire vs CSD San Juan de Chorunga | Social Corire vs CSD San Juan de Chorunga | Social Corire vs CSD San Juan de Chorunga | Social Corire vs CSD San Juan de Chorunga | Social Corire vs CSD San Juan de Chorunga | Social Corire vs CSD San Juan de Chorunga | Social Corire vs CSD San Juan de Chorunga | Social Corire vs CSD San Juan de Chorunga |     |     |     |     |     |     |     |     |     |     |     |     |     |     |     |     |     |     |     |     |     |     |     |     |     |     |     |     |
| Local                                                | Resultado                                 | Visitante                                 | Estadio                                   | Lugar                                     | Fecha                                     | Hora                                      |                                           |                                           |                                           |                                           |                                           |     |     |     |     |     |     |     |     |     |     |     |     |     |     |     |     |     |     |     |     |     |     |     |     |     |     |     |     |
| Ida                                                  | Ida                                       | Ida                                       | Ida                                       | Ida                                       | Ida                                       | Ida                                       | Ida                                       | Ida                                       | Ida                                       | Ida                                       | Ida                                       | Ida | Ida | Ida | Ida | Ida | Ida | Ida | Ida | Ida | Ida | Ida | Ida | Ida | Ida | Ida | Ida | Ida | Ida | Ida | Ida | Ida | Ida | Ida | Ida | Ida | Ida | Ida | Ida |
| ---------------------------------------------------- | ----------------------------------------- | ----------------------------------------- | ----------------------------------------- | ----------------------------------------- | ----------------------------------------- | ----------------------------------------- | ----------------------------------------- | ----------------------------------------- | ----------------------------------------- | ----------------------------------------- | ----------------------------------------- | --- | --- | --- | --- | --- | --- | --- | --- | --- | --- | --- | --- | --- | --- | --- | --- | --- | --- | --- | --- | --- | --- | --- | --- | --- | --- | --- | --- |
| CSD San Juan de Chorunga                             | 2 - 0                                     | Social Corire                             | Campo deportivo Millonario                | San Juan de Chorunga                      | 26 de julio                               | 15:30                                     |                                           |                                           |                                           |                                           |                                           |     |     |     |     |     |     |     |     |     |     |     |     |     |     |     |     |     |     |     |     |     |     |     |     |     |     |     |     |
| Vuelta                                               |                                           |                                           |                                           |                                           |                                           |                                           |                                           |                                           |                                           |                                           |                                           |     |     |     |     |     |     |     |     |     |     |     |     |     |     |     |     |     |     |     |     |     |     |     |     |     |     |     |     |
| Social Corire                                        | 0 - 0                                     | CSD San Juan de Chorunga                  | José Ricketts                             | Corire                                    | 29 de julio                               | 15:30                                     |                                           |                                           |                                           |                                           |                                           |     |     |     |     |     |     |     |     |     |     |     |     |     |     |     |     |     |     |     |     |     |     |     |     |     |     |     |     |
| Clasifican: CSD San Juan de Chorunga y Social Corire |                                           |                                           |                                           |                                           |                                           |                                           |                                           |                                           |                                           |                                           |                                           |     |     |     |     |     |     |     |     |     |     |     |     |     |     |     |     |     |     |     |     |     |     |     |     |     |     |     |     |

| Atlanta Carmen Alto vs Social Tigre | Atlanta Carmen Alto vs Social Tigre | Atlanta Carmen Alto vs Social Tigre | Atlanta Carmen Alto vs Social Tigre | Atlanta Carmen Alto vs Social Tigre | Atlanta Carmen Alto vs Social Tigre | Atlanta Carmen Alto vs Social Tigre | Atlanta Carmen Alto vs Social Tigre | Atlanta Carmen Alto vs Social Tigre | Atlanta Carmen Alto vs Social Tigre | Atlanta Carmen Alto vs Social Tigre | Atlanta Carmen Alto vs Social Tigre |        |        |        |        |        |        |        |        |        |        |        |        |        |        |        |        |        |        |        |        |        |        |        |        |        |        |        |        |
| Local                               | Resultado                           | Visitante                           | Estadio                             | Lugar                               | Fecha                               | Hora                                |                                     |                                     |                                     |                                     |                                     |        |        |        |        |        |        |        |        |        |        |        |        |        |        |        |        |        |        |        |        |        |        |        |        |        |        |        |        |
| Vuelta                              | Vuelta                              | Vuelta                              | Vuelta                              | Vuelta                              | Vuelta                              | Vuelta                              | Vuelta                              | Vuelta                              | Vuelta                              | Vuelta                              | Vuelta                              | Vuelta | Vuelta | Vuelta | Vuelta | Vuelta | Vuelta | Vuelta | Vuelta | Vuelta | Vuelta | Vuelta | Vuelta | Vuelta | Vuelta | Vuelta | Vuelta | Vuelta | Vuelta | Vuelta | Vuelta | Vuelta | Vuelta | Vuelta | Vuelta | Vuelta | Vuelta | Vuelta | Vuelta |
| ----------------------------------- | ----------------------------------- | ----------------------------------- | ----------------------------------- | ----------------------------------- | ----------------------------------- | ----------------------------------- | ----------------------------------- | ----------------------------------- | ----------------------------------- | ----------------------------------- | ----------------------------------- | ------ | ------ | ------ | ------ | ------ | ------ | ------ | ------ | ------ | ------ | ------ | ------ | ------ | ------ | ------ | ------ | ------ | ------ | ------ | ------ | ------ | ------ | ------ | ------ | ------ | ------ | ------ | ------ |
| Atlanta Carmen Alto                 | 0 - 5                               | Social Tigre                        | Los Estudiantes                     | Chuquibamba                         | 26 de julio                         | 15:00                               |                                     |                                     |                                     |                                     |                                     |        |        |        |        |        |        |        |        |        |        |        |        |        |        |        |        |        |        |        |        |        |        |        |        |        |        |        |        |
| Vuelta                              |                                     |                                     |                                     |                                     |                                     |                                     |                                     |                                     |                                     |                                     |                                     |        |        |        |        |        |        |        |        |        |        |        |        |        |        |        |        |        |        |        |        |        |        |        |        |        |        |        |        |
| Social Tigre                        | 3 - 0 (W.O.)                        | Atlanta Carmen Alto                 | Municipal de Yanque                 | Yanque                              | 29 de julio                         | 14:30                               |                                     |                                     |                                     |                                     |                                     |        |        |        |        |        |        |        |        |        |        |        |        |        |        |        |        |        |        |        |        |        |        |        |        |        |        |        |        |
| Clasifica: Social Tigre             |                                     |                                     |                                     |                                     |                                     |                                     |                                     |                                     |                                     |                                     |                                     |        |        |        |        |        |        |        |        |        |        |        |        |        |        |        |        |        |        |        |        |        |        |        |        |        |        |        |        |

## Segunda fase
Se juegan en dos grupos con una sola rueda de tres fechas, la localía fue elegida por sorteo clasifican los dos primeros de cada grupo y jugaran llaves cruzadas en partidos de ida y vuelta. El primero de un grupo ante el segundo del otro grupo. 

### Clasificados
| Club                     | Ciudad               | Provincia  | Serie               | Estadio                          |
| ------------------------ | -------------------- | ---------- | ------------------- | -------------------------------- |
| Sportivo Huracán         | Arequipa             | Arequipa   | Arequipa-Islay      | Mariano Melgar                   |
| Atlético Mollendo        | Mollendo             | Islay      | Arequipa-Islay      | Complejo Deportivo César Vallejo |
| Deportivo Estrella       | Camaná               | Camaná     | Camaná-Caravelí     | 9 de Noviembre                   |
| FBC Yauca                | Yauca                | Caravelí   | Camaná-Caravelí     | Municipal de Atico               |
| Deportivo La Colina      | El Pedregal          | Caylloma   | Castilla-Caylloma   | Almirante Miguel Grau            |
| CSD San Juan de Chorunga | San Juan de Chorunga | Condesuyos | Condesuyos-Castilla | Campo deportivo Millonario       |
| Social Corire            | Corire               | Castilla   | Condesuyos-Castilla | José Ricketts                    |
| Social Tigre             | Yanque               | Caylloma   | Condesuyos-Caylloma | Municipal de Yanque              |

- FBC Yauca no podrá ser local en el estadio de su localidad de origen debido a no encontrarse en condiciones reglamentarias para la práctica del fútbol. Por lo cual tendrá que jugar en Atico.

### Serie A
| Grupo | Club               | Distrito | Provincia |
| ----- | ------------------ | -------- | --------- |
| A     | Sportivo Huracán   | Arequipa | Arequipa  |
| A     | Social Corire      | Uraca    | Castilla  |
| A     | FBC Yauca          | Yauca    | Caravelí  |
| A     | Deportivo Estrella | Camaná   | Camaná    |

| Equipo             | PJ | PG | PE | PP | GF | GC | DG  | Pts |
| ------------------ | -- | -- | -- | -- | -- | -- | --- | --- |
| Sportivo Huracán   | 3  | 3  | 0  | 0  | 13 | 1  | +12 | 9   |
| Social Corire      | 3  | 2  | 0  | 1  | 4  | 3  | +1  | 6   |
| Deportivo Estrella | 3  | 1  | 0  | 2  | 4  | 9  | -5  | 3   |
| FBC Yauca          | 3  | 0  | 0  | 3  | 4  | 12 | -8  | 0   |

| Serie A            | Serie A       | Serie A            | Serie A            | Serie A       | Serie A       | Serie A       | Serie A       | Serie A       | Serie A       | Serie A       | Serie A       |               |               |               |               |               |               |               |               |               |               |               |               |               |               |               |               |               |               |               |               |               |               |               |               |               |               |               |               |
| Local              | Resultado     | Visitante          | Estadio            | Ciudad        | Fecha         | Hora          |               |               |               |               |               |               |               |               |               |               |               |               |               |               |               |               |               |               |               |               |               |               |               |               |               |               |               |               |               |               |               |               |               |
| Primera Fecha      | Primera Fecha | Primera Fecha      | Primera Fecha      | Primera Fecha | Primera Fecha | Primera Fecha | Primera Fecha | Primera Fecha | Primera Fecha | Primera Fecha | Primera Fecha | Primera Fecha | Primera Fecha | Primera Fecha | Primera Fecha | Primera Fecha | Primera Fecha | Primera Fecha | Primera Fecha | Primera Fecha | Primera Fecha | Primera Fecha | Primera Fecha | Primera Fecha | Primera Fecha | Primera Fecha | Primera Fecha | Primera Fecha | Primera Fecha | Primera Fecha | Primera Fecha | Primera Fecha | Primera Fecha | Primera Fecha | Primera Fecha | Primera Fecha | Primera Fecha | Primera Fecha | Primera Fecha |
| ------------------ | ------------- | ------------------ | ------------------ | ------------- | ------------- | ------------- | ------------- | ------------- | ------------- | ------------- | ------------- | ------------- | ------------- | ------------- | ------------- | ------------- | ------------- | ------------- | ------------- | ------------- | ------------- | ------------- | ------------- | ------------- | ------------- | ------------- | ------------- | ------------- | ------------- | ------------- | ------------- | ------------- | ------------- | ------------- | ------------- | ------------- | ------------- | ------------- | ------------- |
| Sportivo Huracán   | 3 - 0         | Social Corire      | Mariano Melgar     | Arequipa      | 8 de agosto   | 15:30         |               |               |               |               |               |               |               |               |               |               |               |               |               |               |               |               |               |               |               |               |               |               |               |               |               |               |               |               |               |               |               |               |               |
| FBC Yauca          | 3 - 4         | Deportivo Estrella | Municipal de Atico | Atico         | 9 de agosto   | 15:30         |               |               |               |               |               |               |               |               |               |               |               |               |               |               |               |               |               |               |               |               |               |               |               |               |               |               |               |               |               |               |               |               |               |
| Segunda Fecha      |               |                    |                    |               |               |               |               |               |               |               |               |               |               |               |               |               |               |               |               |               |               |               |               |               |               |               |               |               |               |               |               |               |               |               |               |               |               |               |               |
| Deportivo Estrella | 0 - 4         | Sportivo Huracán   | 9 de Noviembre     | Camaná        | 16 de agosto  | 15:00         |               |               |               |               |               |               |               |               |               |               |               |               |               |               |               |               |               |               |               |               |               |               |               |               |               |               |               |               |               |               |               |               |               |
| Social Corire      | 2 - 0         | FBC Yauca          | José Ricketts      | Corire        | 16 de agosto  | 15:30         |               |               |               |               |               |               |               |               |               |               |               |               |               |               |               |               |               |               |               |               |               |               |               |               |               |               |               |               |               |               |               |               |               |
| Tercera Fecha      |               |                    |                    |               |               |               |               |               |               |               |               |               |               |               |               |               |               |               |               |               |               |               |               |               |               |               |               |               |               |               |               |               |               |               |               |               |               |               |               |
| Sportivo Huracán   | 6 - 1         | FBC Yauca          | Mariano Melgar     | Arequipa      | 22 de agosto  | 15:30         |               |               |               |               |               |               |               |               |               |               |               |               |               |               |               |               |               |               |               |               |               |               |               |               |               |               |               |               |               |               |               |               |               |
| Social Corire      | 2 - 0         | Deportivo Estrella | José Ricketts      | Corire        | 23 de agosto  | 15:30         |               |               |               |               |               |               |               |               |               |               |               |               |               |               |               |               |               |               |               |               |               |               |               |               |               |               |               |               |               |               |               |               |               |

### Serie B
| Grupo | Club                     | Distrito   | Provincia  |
| ----- | ------------------------ | ---------- | ---------- |
| B     | CSD San Juan de Chorunga | Río Grande | Condesuyos |
| B     | Social Tigre             | Yanque     | Caylloma   |
| B     | Deportivo La Colina      | Majes      | Caylloma   |
| B     | Atlético Mollendo        | Mollendo   | Islay      |

| Equipo                   | PJ | PG | PE | PP | GF | GC | DG | Pts |
| ------------------------ | -- | -- | -- | -- | -- | -- | -- | --- |
| Deportivo La Colina      | 3  | 3  | 0  | 0  | 10 | 2  | +8 | 9   |
| CSD San Juan de Chorunga | 3  | 2  | 0  | 1  | 5  | 1  | +4 | 6   |
| Social Tigre             | 3  | 1  | 0  | 2  | 6  | 10 | -4 | 3   |
| Atlético Mollendo        | 3  | 0  | 0  | 3  | 1  | 9  | -8 | 0   |

| Serie B                  | Serie B       | Serie B                  | Serie B                          | Serie B              | Serie B       | Serie B       | Serie B       | Serie B       | Serie B       | Serie B       | Serie B       |               |               |               |               |               |               |               |               |               |               |               |               |               |               |               |               |               |               |               |               |               |               |               |               |               |               |               |               |
| Local                    | Resultado     | Visitante                | Estadio                          | Ciudad               | Fecha         | Hora          |               |               |               |               |               |               |               |               |               |               |               |               |               |               |               |               |               |               |               |               |               |               |               |               |               |               |               |               |               |               |               |               |               |
| Primera Fecha            | Primera Fecha | Primera Fecha            | Primera Fecha                    | Primera Fecha        | Primera Fecha | Primera Fecha | Primera Fecha | Primera Fecha | Primera Fecha | Primera Fecha | Primera Fecha | Primera Fecha | Primera Fecha | Primera Fecha | Primera Fecha | Primera Fecha | Primera Fecha | Primera Fecha | Primera Fecha | Primera Fecha | Primera Fecha | Primera Fecha | Primera Fecha | Primera Fecha | Primera Fecha | Primera Fecha | Primera Fecha | Primera Fecha | Primera Fecha | Primera Fecha | Primera Fecha | Primera Fecha | Primera Fecha | Primera Fecha | Primera Fecha | Primera Fecha | Primera Fecha | Primera Fecha | Primera Fecha |
| ------------------------ | ------------- | ------------------------ | -------------------------------- | -------------------- | ------------- | ------------- | ------------- | ------------- | ------------- | ------------- | ------------- | ------------- | ------------- | ------------- | ------------- | ------------- | ------------- | ------------- | ------------- | ------------- | ------------- | ------------- | ------------- | ------------- | ------------- | ------------- | ------------- | ------------- | ------------- | ------------- | ------------- | ------------- | ------------- | ------------- | ------------- | ------------- | ------------- | ------------- | ------------- |
| CSD San Juan de Chorunga | 3 - 0         | Social Tigre             | Campo deportivo Millonario       | San Juan de Chorunga | 9 de agosto   | 15:30         |               |               |               |               |               |               |               |               |               |               |               |               |               |               |               |               |               |               |               |               |               |               |               |               |               |               |               |               |               |               |               |               |               |
| Deportivo La Colina      | 2 - 1         | Atlético Mollendo        | Almirante Miguel Grau            | El Pedregal          | 9 de agosto   | 15:30         |               |               |               |               |               |               |               |               |               |               |               |               |               |               |               |               |               |               |               |               |               |               |               |               |               |               |               |               |               |               |               |               |               |
| Segunda Fecha            |               |                          |                                  |                      |               |               |               |               |               |               |               |               |               |               |               |               |               |               |               |               |               |               |               |               |               |               |               |               |               |               |               |               |               |               |               |               |               |               |               |
| Social Tigre             | 1 - 7         | Deportivo La Colina      | Municipal de Yanque              | Yanque               | 16 de agosto  | 14:00         |               |               |               |               |               |               |               |               |               |               |               |               |               |               |               |               |               |               |               |               |               |               |               |               |               |               |               |               |               |               |               |               |               |
| Atlético Mollendo        | 0 - 2         | CSD San Juan de Chorunga | Complejo Deportivo César Vallejo | Mollendo             | 16 de agosto  | 15:00         |               |               |               |               |               |               |               |               |               |               |               |               |               |               |               |               |               |               |               |               |               |               |               |               |               |               |               |               |               |               |               |               |               |
| Tercera Fecha            |               |                          |                                  |                      |               |               |               |               |               |               |               |               |               |               |               |               |               |               |               |               |               |               |               |               |               |               |               |               |               |               |               |               |               |               |               |               |               |               |               |
| CSD San Juan de Chorunga | 0 - 1         | Deportivo La Colina      | Municipal de La Joya             | La Joya              | 23 de agosto  | 15:30         |               |               |               |               |               |               |               |               |               |               |               |               |               |               |               |               |               |               |               |               |               |               |               |               |               |               |               |               |               |               |               |               |               |
| Social Tigre             | 5 - 0         | Atlético Mollendo        | Municipal de Yanque              | Yanque               | 23 de agosto  | 15:00         |               |               |               |               |               |               |               |               |               |               |               |               |               |               |               |               |               |               |               |               |               |               |               |               |               |               |               |               |               |               |               |               |               |

## Tercera Fase
El primero de un grupo se enfrentará al segundo del otro grupo en partidos de ida y vuelta. Los ganadores clasifican a la Etapa Nacional-Primera Fase y disputarán la final departamental.

### Clasificados
| Club                     | Distrito   | Provincia  | Serie | Estadio                    | Director Técnico |
| ------------------------ | ---------- | ---------- | ----- | -------------------------- | ---------------- |
| Sportivo Huracán         | Arequipa   | Arequipa   | A     | Mariano Melgar             | Raúl Obando      |
| Social Corire            | Uraca      | Castilla   | A     | José Ricketts              | Zenón Cruz       |
| Deportivo La Colina      | Majes      | Caylloma   | B     | Almirante Miguel Grau      | Augusto Rossell  |
| CSD San Juan de Chorunga | Río Grande | Condesuyos | B     | Campo deportivo Millonario | Alberto Carrillo |

### Semifinales
| Sportivo Huracán vs CSD San Juan de Chorunga                                       | Sportivo Huracán vs CSD San Juan de Chorunga | Sportivo Huracán vs CSD San Juan de Chorunga | Sportivo Huracán vs CSD San Juan de Chorunga | Sportivo Huracán vs CSD San Juan de Chorunga | Sportivo Huracán vs CSD San Juan de Chorunga | Sportivo Huracán vs CSD San Juan de Chorunga | Sportivo Huracán vs CSD San Juan de Chorunga | Sportivo Huracán vs CSD San Juan de Chorunga | Sportivo Huracán vs CSD San Juan de Chorunga | Sportivo Huracán vs CSD San Juan de Chorunga | Sportivo Huracán vs CSD San Juan de Chorunga |     |     |     |     |     |     |     |     |     |     |     |     |     |     |     |     |     |     |     |     |     |     |     |     |     |     |     |     |
| Local                                                                              | Resultado                                    | Visitante                                    | Estadio                                      | Ciudad                                       | Fecha                                        | Hora                                         |                                              |                                              |                                              |                                              |                                              |     |     |     |     |     |     |     |     |     |     |     |     |     |     |     |     |     |     |     |     |     |     |     |     |     |     |     |     |
| Ida                                                                                | Ida                                          | Ida                                          | Ida                                          | Ida                                          | Ida                                          | Ida                                          | Ida                                          | Ida                                          | Ida                                          | Ida                                          | Ida                                          | Ida | Ida | Ida | Ida | Ida | Ida | Ida | Ida | Ida | Ida | Ida | Ida | Ida | Ida | Ida | Ida | Ida | Ida | Ida | Ida | Ida | Ida | Ida | Ida | Ida | Ida | Ida | Ida |
| ---------------------------------------------------------------------------------- | -------------------------------------------- | -------------------------------------------- | -------------------------------------------- | -------------------------------------------- | -------------------------------------------- | -------------------------------------------- | -------------------------------------------- | -------------------------------------------- | -------------------------------------------- | -------------------------------------------- | -------------------------------------------- | --- | --- | --- | --- | --- | --- | --- | --- | --- | --- | --- | --- | --- | --- | --- | --- | --- | --- | --- | --- | --- | --- | --- | --- | --- | --- | --- | --- |
| CSD San Juan de Chorunga                                                           | 1 - 2                                        | Sportivo Huracán                             | Municipal de La Joya                         | La Joya                                      | 30 de agosto                                 | 15:30                                        |                                              |                                              |                                              |                                              |                                              |     |     |     |     |     |     |     |     |     |     |     |     |     |     |     |     |     |     |     |     |     |     |     |     |     |     |     |     |
| Vuelta                                                                             |                                              |                                              |                                              |                                              |                                              |                                              |                                              |                                              |                                              |                                              |                                              |     |     |     |     |     |     |     |     |     |     |     |     |     |     |     |     |     |     |     |     |     |     |     |     |     |     |     |     |
| Sportivo Huracán                                                                   | 6 - 0                                        | CSD San Juan de Chorunga                     | Mariano Melgar                               | Arequipa                                     | 5 de septiembre                              | 15:30                                        |                                              |                                              |                                              |                                              |                                              |     |     |     |     |     |     |     |     |     |     |     |     |     |     |     |     |     |     |     |     |     |     |     |     |     |     |     |     |
| Clasifica a la Final Departamental y Etapa Nacional-Primera Fase: Sportivo Huracán |                                              |                                              |                                              |                                              |                                              |                                              |                                              |                                              |                                              |                                              |                                              |     |     |     |     |     |     |     |     |     |     |     |     |     |     |     |     |     |     |     |     |     |     |     |     |     |     |     |     |

| Deportivo La Colina vs Social Corire                                                  | Deportivo La Colina vs Social Corire | Deportivo La Colina vs Social Corire | Deportivo La Colina vs Social Corire | Deportivo La Colina vs Social Corire | Deportivo La Colina vs Social Corire | Deportivo La Colina vs Social Corire | Deportivo La Colina vs Social Corire | Deportivo La Colina vs Social Corire | Deportivo La Colina vs Social Corire | Deportivo La Colina vs Social Corire | Deportivo La Colina vs Social Corire |     |     |     |     |     |     |     |     |     |     |     |     |     |     |     |     |     |     |     |     |     |     |     |     |     |     |     |     |
| Local                                                                                 | Resultado                            | Visitante                            | Estadio                              | Ciudad                               | Fecha                                | Hora                                 |                                      |                                      |                                      |                                      |                                      |     |     |     |     |     |     |     |     |     |     |     |     |     |     |     |     |     |     |     |     |     |     |     |     |     |     |     |     |
| Ida                                                                                   | Ida                                  | Ida                                  | Ida                                  | Ida                                  | Ida                                  | Ida                                  | Ida                                  | Ida                                  | Ida                                  | Ida                                  | Ida                                  | Ida | Ida | Ida | Ida | Ida | Ida | Ida | Ida | Ida | Ida | Ida | Ida | Ida | Ida | Ida | Ida | Ida | Ida | Ida | Ida | Ida | Ida | Ida | Ida | Ida | Ida | Ida | Ida |
| ------------------------------------------------------------------------------------- | ------------------------------------ | ------------------------------------ | ------------------------------------ | ------------------------------------ | ------------------------------------ | ------------------------------------ | ------------------------------------ | ------------------------------------ | ------------------------------------ | ------------------------------------ | ------------------------------------ | --- | --- | --- | --- | --- | --- | --- | --- | --- | --- | --- | --- | --- | --- | --- | --- | --- | --- | --- | --- | --- | --- | --- | --- | --- | --- | --- | --- |
| Deportivo La Colina                                                                   | 3 - 0                                | Social Corire                        | Almirante Miguel Grau                | El Pedregal                          | 30 de agosto                         | 15:30                                |                                      |                                      |                                      |                                      |                                      |     |     |     |     |     |     |     |     |     |     |     |     |     |     |     |     |     |     |     |     |     |     |     |     |     |     |     |     |
| Vuelta                                                                                |                                      |                                      |                                      |                                      |                                      |                                      |                                      |                                      |                                      |                                      |                                      |     |     |     |     |     |     |     |     |     |     |     |     |     |     |     |     |     |     |     |     |     |     |     |     |     |     |     |     |
| Social Corire                                                                         | 1 - 2                                | Deportivo La Colina                  | José Ricketts                        | Corire                               | 6 de septiembre                      | 15:30                                |                                      |                                      |                                      |                                      |                                      |     |     |     |     |     |     |     |     |     |     |     |     |     |     |     |     |     |     |     |     |     |     |     |     |     |     |     |     |
| Clasifica a la Final Departamental y Etapa Nacional-Primera Fase: Deportivo La Colina |                                      |                                      |                                      |                                      |                                      |                                      |                                      |                                      |                                      |                                      |                                      |     |     |     |     |     |     |     |     |     |     |     |     |     |     |     |     |     |     |     |     |     |     |     |     |     |     |     |     |

## Final Departamental
Los vencedores de las llaves de semifinales definen al Campeón y subcampeón Departamental, ambos clasificados a Etapa Nacional-Primera Fase.

### Clasificados a Etapa Nacional-Primera Fase
Los vencedores de las llaves de semifinales.
| Provincia | Club                | Estadio               | Director Técnico |
| --------- | ------------------- | --------------------- | ---------------- |
| Arequipa  | Sportivo Huracán    | Mariano Melgar        | Raúl Obando      |
| Caylloma  | Deportivo La Colina | Almirante Miguel Grau | Augusto Rossel   |

| Sportivo Huracán vs Deportivo La Colina | Sportivo Huracán vs Deportivo La Colina | Sportivo Huracán vs Deportivo La Colina | Sportivo Huracán vs Deportivo La Colina | Sportivo Huracán vs Deportivo La Colina | Sportivo Huracán vs Deportivo La Colina | Sportivo Huracán vs Deportivo La Colina | Sportivo Huracán vs Deportivo La Colina | Sportivo Huracán vs Deportivo La Colina | Sportivo Huracán vs Deportivo La Colina | Sportivo Huracán vs Deportivo La Colina | Sportivo Huracán vs Deportivo La Colina |                     |                     |                     |                     |                     |                     |                     |                     |                     |                     |                     |                     |                     |                     |                     |                     |                     |                     |                     |                     |                     |                     |                     |                     |                     |                     |                     |                     |
| Equipo                                  | Resultado                               | Equipo                                  | Estadio                                 | Ciudad                                  | Fecha                                   | Hora                                    |                                         |                                         |                                         |                                         |                                         |                     |                     |                     |                     |                     |                     |                     |                     |                     |                     |                     |                     |                     |                     |                     |                     |                     |                     |                     |                     |                     |                     |                     |                     |                     |                     |                     |                     |
| Final Departamental                     | Final Departamental                     | Final Departamental                     | Final Departamental                     | Final Departamental                     | Final Departamental                     | Final Departamental                     | Final Departamental                     | Final Departamental                     | Final Departamental                     | Final Departamental                     | Final Departamental                     | Final Departamental | Final Departamental | Final Departamental | Final Departamental | Final Departamental | Final Departamental | Final Departamental | Final Departamental | Final Departamental | Final Departamental | Final Departamental | Final Departamental | Final Departamental | Final Departamental | Final Departamental | Final Departamental | Final Departamental | Final Departamental | Final Departamental | Final Departamental | Final Departamental | Final Departamental | Final Departamental | Final Departamental | Final Departamental | Final Departamental | Final Departamental | Final Departamental |
| --------------------------------------- | --------------------------------------- | --------------------------------------- | --------------------------------------- | --------------------------------------- | --------------------------------------- | --------------------------------------- | --------------------------------------- | --------------------------------------- | --------------------------------------- | --------------------------------------- | --------------------------------------- | ------------------- | ------------------- | ------------------- | ------------------- | ------------------- | ------------------- | ------------------- | ------------------- | ------------------- | ------------------- | ------------------- | ------------------- | ------------------- | ------------------- | ------------------- | ------------------- | ------------------- | ------------------- | ------------------- | ------------------- | ------------------- | ------------------- | ------------------- | ------------------- | ------------------- | ------------------- | ------------------- | ------------------- |
| Sportivo Huracán                        | 1 - 2                                   | La Colina                               | Municipal de La Joya                    | La Joya                                 | 9 de septiembre                         | 15:20                                   |                                         |                                         |                                         |                                         |                                         |                     |                     |                     |                     |                     |                     |                     |                     |                     |                     |                     |                     |                     |                     |                     |                     |                     |                     |                     |                     |                     |                     |                     |                     |                     |                     |                     |                     |
| Campeón Departamental: La Colina        |                                         |                                         |                                         |                                         |                                         |                                         |                                         |                                         |                                         |                                         |                                         |                     |                     |                     |                     |                     |                     |                     |                     |                     |                     |                     |                     |                     |                     |                     |                     |                     |                     |                     |                     |                     |                     |                     |                     |                     |                     |                     |                     |

| La Colina |
| Campeón   |
| 1º título |

## Goleadores
| Jugador                | Equipo                   | Goles anotados |
| ---------------------- | ------------------------ | -------------- |
| Edward Romero          | Deportivo La Colina      | 8              |
| Abraham Valdivia       | Sportivo Huracán         | 7              |
| Willy Velásquez        | Deportivo La Colina      | 7              |
| Henry Meléndez         | Sportivo Huracán         | 6              |
| Anthony Cuno           | Sportivo Huracán         | 6              |
| Diego Escuza           | Deportivo La Colina      | 5              |
| Marco Martínez         | Sportivo Huracán         | 4              |
| Eder Villavicencio     | Deportivo La Colina      | 4              |
| Miguel Yaguno          | Sportivo Huracán         | 3              |
| Gilbert Ocola          | Sportivo Huracán         | 3              |
| Eloy Carpio            | CSD San Juan de Chorunga | 3              |
| Julio Ávalos           | Sportivo Huracán         | 3              |
| Derhiand Yescas        | Deportivo Estrella       | 2              |
| José Yáñez             | Atlético Mollendo        | 2              |
| Jorge Gutiérrez        | Deportivo Estrella       | 2              |
| Oscar Ángelo Rodríguez | CSD San Juan de Chorunga | 2              |
| Roy Pasca              | Sportivo Huracán         | 2              |
| Anthony Rodríguez      | Sportivo Huracán         | 2              |
| Augusto Rossel         | Atlético Mollendo        | 1              |
| Luis Salas             | Saetas de Oro            | 1              |
| Luis Gonzáles          | Juventud San Pedro       | 1              |
| Carlos Aspilcueta      | Deportivo La Colina      | 1              |
| Juan Castellanos       | Unión Huarangal          | 1              |
| Vladimir Quispe        | CSD San Juan de Chorunga | 1              |
| Ken Rengifo            | Deportivo Estrella       | 1              |
| Junior Arias           | Deportivo La Colina      | 1              |
| Juan Carlos Villalba   | Unión Huarangal          | 1              |
| Renato Valdivia        | Saetas de Oro            | 1              |
| César Portugal         | Atlético Mollendo        | 1              |
| Edinson Díaz           | FBC Yauca                | 1              |
| Robert Chávez          | Deportivo La Colina      | 1              |
| Diego Donayre          | FBC Yauca                | 1              |
| Clever Salas           | Atlético Mollendo        | 1              |
| Leopoldo Ríos          | Sport Perú               | 1              |
| Diego Ayque            | Saetas de Oro            | 1              |
| Julio Vargas           | Atlético Mollendo        | 1              |
| Carlos Valdivia        | Saetas de Oro            | 1              |
| Edgar Romaní           | Saetas de Oro            | 1              |
| Kenyo Huayhua          | CSD San Juan de Chorunga | 1              |
| Alexis Cornejo         | Deportivo La Colina      | 1              |
| Arturo Ruíz            | CSD San Juan de Chorunga | 1              |
| Alonso Briceño         | Deportivo Estrella       | 1              |
| Jefferson Delgado      | Social Tigre             | 1              |
| Carlos Choquecondo     | Sportivo Huracán         | 1              |
| Luis Cadenas           | FBC Yauca                | 1              |
| Christian Coronel      | Sportivo Huracán         | 1              |
| Junior Arias           | Deportivo La Colina      | 1              |
| Alexander Alpaca       | Social Corire            | 1              |
| Eder Fernández         | Deportivo La Colina      | 1              |